# جراحة النوم
جراحة النوم هي مجموعة من العمليات الجراحية التي تُجرى لعلاج حالات توقف التنفس أثناء النوم. يحدث توقف التنفس أثناء النوم نتيجة مجموعة من الاضطرابات التي تشمل: الشخير ومتلازمة مقاومة مجرى الهواء العلوي ومتلازمة توقف التنفس أثناء النوم. تُجرى هذه العمليات الجراحية من قبل جراحين مُتمرسين في اختصاص طب الأنف والأذن والحنجرة وجراحة الوجه والفكين والجراحة القحفية عبر الفم.

## تعريفات
يُعرف توقف التنفس أثناء النوم بأنه: توقف التنفس بشكل كامل لمدة 10 ثوانٍ على الأقل، أو انخفاض في معدل التنفس الطبيعي مع نقص أكسجة مرافق أثناء النوم لمدة 10 ثوانٍ على الأقل. من الطبيعي أن تحدث نوبات توقف تنفس عند البالغين بمعدل أقل من خمس مرات في كل ساعة.
تُصنف شدة توقف التنفس أثناء النوم بحسب عدد نوبات توقف التنفس في الساعة، وفق مايلي:
- طبيعي: أقل من 5 نوبات في الساعة
- خفيف: من 5 – 15 نوبة في الساعة
- متوسط: من 15 – 30 نوبة في الساعة.
- شديد: أكثر من 30 نوبة في الساعة.

وجدت دراسة طويلة الأمد أجريت في جامعة ويسكونسن عن متلازمة انقطاع التنفس الانسدادي على عينة عشوائية شملت 602 من الرجال والنساء تتراوح أعمارهم بين 30 – 60 عاماً مايلي:
نسبة انتشار متلازمة توقف التنفس الانسدادي أثناء النوم كانت 9% عند النساء و24% عند الرجال، ولكن 2% من النساء و4% من الرجال فقط يعانون من أعراض متوسطة أو شديدة، أي أنَّ عدد مرات توقف التنفس لديهم 15 أو أكثر.

## النتائج السريرية
يُلاحظ أنَّ معظم المرضى الذين يعانون من نوبات توقف التنفس أثناء النوم لديهم أماكن انسداد أو تضيق في مجرى الهواء، وبالتالي سيحتاج هؤلاء إلى تداخلات جراحية مختلفة المستويات بهدف زيادة فعالية العلاج إلى أقصى حد، وأظهرت مراجعة منهجية لدراسات ونتائج سريرية سابقة أن هذ الجراحات المختلفة حققت انخفاضاً ملحوظاً في مؤشر توقف التنفس بنسبة تصل 60.3%، وهي نسبة تقارب نسبة نجاح العديد من الإجراءات غير الجراحية، إذ يصل نجاح بعضها إلى 66%.

## الأطفال
يعاني الأطفال الذين لديهم نوبات توقف تنفس أثناء النوم عادةً من تضخم في اللوزتين والأنسجة الغدية المحيطة بهما، وقد نجحت جراحة استئصال اللوزتين في تحسين الأعراض عند أكثر من 80% من الأطفال. أما الأطفال الذين لم يستفيدوا من الجراحة فكانوا يعانون من البدانة أو متلازمة داون أو مشاكل طبية أخرى.

## البالغون
يمكن للإجراءات الجراحية المختلفة أن تعالج مجموعة معينة من الحالات المُسببة لنوبات توقف التنفس أثناء النوم خصوصاً تلك التي تتعلق بوجود عيوب تشريحية في البلعوم والحنك. يكون الانسداد عند البالغين متعدد المستويات غالباً، ولذلك فإن أكثر العمليات الجراحية نجاحاً تتضمن جراحات متعددة المستويات.

## استئصال اللوزتين عند البالغين
قد يكون بعض البالغين الذين يعانون من ضخامة واضحة في حجم اللوزتين مرشحين لعملية استئصال اللوزتين، ويمكن أداء بعض الإجراءات الجراحية الأخرى على البلعوم أو الأنف خلال نفس العمل الجراحي لتحسين النتائج.

## رأب البلعوم
رأب البلعوم هو الإجراء الجراحي الأكثر شيوعاً في سياق علاج توقف التنفس أثناء النوم، تشمل هذه الجراحة استئصال اللوزتين إذا كانتا موجودتين، ورفع الحنك لاحقاً، وتقطع الأوعية الدموية وتطوى أو يعاد تشكيلها أو خياطتها على الحنك اللين.

## تعليق العظم اللامي
يُعتبر تعليق العظم اللامي أحد الإجراءات الجراحية التي تستخدم لعلاج نوبات توقف التنفس أثناء النوم، يسحب الجرَّاح في هذه العملية العظم اللامي والعضلات المرتبطة به نحو الأمام بهدف زيادة حجم مجرى الهواء وتحسين جريان الهواء عبر البلعوم.

## تقديم العضلة الذقنية اللسانية
تقديم العضلة الذقنية اللسانية هو إجراء جراحي يسحب قاعدة اللسان نحو الأمام، وهو الأمر الذي يؤدي لزيادة حجم مجرى الهواء وبالتالي تخفيف نوب توقف التنفس أثناء النوم، يمكن إجراء هذا العمل الجراحي عن طريق جراحة رأب البلعوم أو جراحات تقديم الفكين نحو الأمام، من النادر أن يُجرى هذا العمل الجراحي بمفرده، إذ يترافق غالباً مع إجراءات جراحية أخرى على الوجه والفكين لتحسين النتائج.

## تقديم الفك العلوي
تقديم الفكي العلوي أو الجراحة التقويمية للفكين أو فغر عظم الفك العلوي هو إجراء جراحي يُحرك فيه الفك العلوي والفك السفلي للأمام. استخدم هذا الإجراء لأول مرة لتصحيح تشوهات الهيكل العظمي للوجه مثل سوء الإطباق. واستخدم لعلاج حالات توقف التنفس الانسدادي أثناء النوم منذ أواخر سبعينيات القرن العشرين مع نتائج مشجعة.
يجري الجراحون في أيامنا هذه عملية تقديم الفك العلوي بالتزامن مع عملية سحب قاعدة اللسان نحو الأمام، يساهم ذلك في تقليل مقدار الانسداد الذي يسببه اللسان أثناء النوم. يعتبر هذا الإجراء الجراحي أحد أكثر العمليات الجراحية فاعلية في علاج حالات توقف التنفس أثناء النوم مع معدلات نجاح كبيرة، ومع ذلك فغالباً ما يترك هذا الإجراء كحل أخير بعد فشل العمليات الجراحية الأخرى كجراحات الأنف واستئصال اللوزتين ورأب البلعوم، لأنَّ فترة الشفاء أطول مقارنة بالعمليات الجراحية الأخرى، إذ تحتاج عظام الوجه لوقت طويل نسبياً حتى تلتئم في وضعها الجديد.

## فغر الرغامى
فغر الرغامى هي العملية الجراحية الوحيدة التي تتجاوز مجرى الهواء العلوي تماماً، استخدم هذا الإجراء بشكلٍ شائع في ستينيات وثمانينيات القرن العشرين لعلاج توقف التنفس أثناء النوم، وكانت الإجراءات الأخرى تستخدم كبديل فقط لهذه الجراحة، أما اليوم فلم تعد هذه الجراحة تستخدم لتدبير توقف التنفس أثناء النوم إلا في بعض الحالات الخاصة.